# Genoveva Mayer
Genoveva Mayer (* 22. März 1982 in München) ist eine deutsche Schauspielerin und Synchronsprecherin.

## Leben und Wirken
Genoveva Mayer hat italienische Vorfahren. Sie wurde von 2000 bis 2003 am Schauspiel München und im Jahr 2003 an der Bayerischen Theaterakademie August Everding ausgebildet. Von 2005 bis 2006 war sie am Stadttheater Pforzheim und von 2008 bis 2017 an der Komödie im Bayerischen Hof in München engagiert.
Mayer spielte viele Episodenrollen in Kriminalserien wie Der Bulle von Tölz, Unter Verdacht, Die Rosenheim-Cops, SOKO München, SOKO Stuttgart oder Schwarzach 23, sowie durchgehende Rollen, wie die Weinhändlerin Marlene Mandelmaier in der BR-Serie Dahoam is dahoam, und die Rechtsmedizinerin Sonja Bitterling in der ARD-Serie Watzmann ermittelt. Einem größeren Publikum wurde sie durch ihren Auftritt in Til Schweigers Kinofilm Kokowääh bekannt.
Zudem arbeitet Genoveva Mayer als Synchron- und Offsprecherin. Außerdem war sie von 2015 bis 2019 die Senderstimme des Unternehmens Fox International Channels.
Genoveva Mayer ist seit 2013 mit dem Schauspieler Steffen Wink verheiratet, mit dem sie eine Tochter und einen Sohn hat. Sie leben gemeinsam in München. Neben ihrer Muttersprache Deutsch spricht sie auch fließend Englisch, Französisch und Italienisch.

## Filmografie
- 2003: Gespaltene Physik (Kurzfilm)[13]
- 2004: Der Bulle von Tölz – Das Wunder von Wemperding (TV-Reihe)
- 2005: Am Rande der Nacht
- 2006: Der Kronzeuge
- 2007: In letzter Sekunde
- 2007: Das Wunder von Mogadischu (Dokumentation)
- 2009–2018: SOKO München (Fernsehserie, 2 Folgen, verschiedene Rollen)
- 2011: Kokowääh
- 2011: Die Quellen des Lebens
- 2011: Autostrada (Kurzfilm)
- 2012: Q and A[14]
- 2012: Unter Verdacht – Türkische Früchtchen (TV-Reihe)
- 2012: Actors (Kurzfilm)
- 2012: Bettgeschichten (Kurzfilm)
- 2012–2015: Dahoam is Dahoam (Fernsehserie)
- 2014: Die Rosenheim-Cops (Fernsehserie, 1 Folge)
- 2014: Mein neuer Papa (Kurzfilm)
- 2014: Teddybär (Kurzfilm)
- 2015: Sturm der Liebe (Telenovela, 5 Folgen als Kiki von Kalmoor)[15]
- 2017: Schwarzach 23 und der Schädel des Saatans (Filmreihe)
- 2017: Die Abfahrt (Kurzfilm)
- 2017–2022: SOKO Stuttgart (Fernsehserie, 2 Folgen, verschiedene Rollen)
- 2019–2023: Watzmann ermittelt (Fernsehserie) (32 Folgen)
- 2019: Frühling – Weihnachtswunder
- 2021: SOKO Wien (Fernsehserie, 1 Folge)
- 2023: Sturm der Liebe (Telenovela, 24 Folgen als Ulrike Dremel)[16]